# Несвижская ратуша
Несвижская ратуша (бел. Нясвіжская ратуша) — памятник архитектуры Беларуси XVI–XVIII веков. Расположен в центральной части города Несвиж и включает в себя здание ратуши и торговые ряды по его бокам. Входит в государственный список историко-культурных ценностей Республики Беларусь.

## История

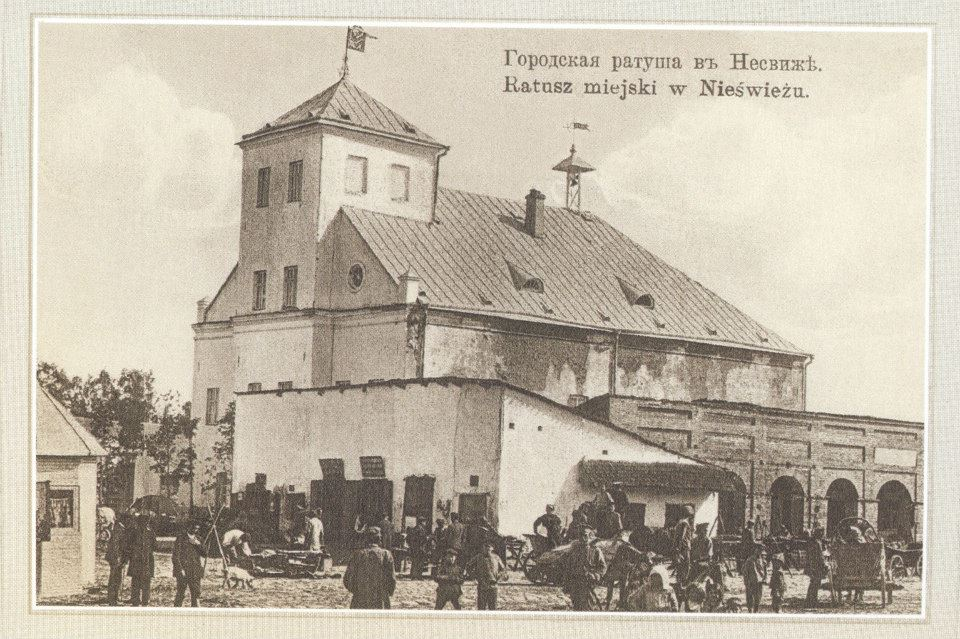
Ратуша в начале XX столетия

Несвиж получил магдебургское право в 1586 году, а здание ратуши на Рыночной площади было завершено около 1596 года. По бокам здания расположились торговые ряды. В годы Северной войны ратуша горела. В 1752 году комплекс был перестроен в стиле барокко, новые торговые помещения были добавлены с его тыльной стороны. Некоторое время спустя, в 1784 году, в связи с визитом в город короля Станислава Понятовского был проведён ремонт здания.
Во времена Российской империи вместо упразднённого городского магистрата в ратуше заседала городская дума. В 1806 году несвижский ординат Доминик Иероним Радзивилл назначил питейный налог на содержание ратуши и её ремонт. Отремонтировать комплекс хотели в 1834—1835 годах, но в 1836 году большой пожар, уничтоживший около 100 домов в центре города, затронул и ратушу. Верхний ярус башни после пожара не был восстановлен.
В 1870 году был проведён ремонт кровли и двух помещений думы. В 1896—1901 годах во время очередного ремонта были укреплены стены, заново оштукатурены главный фасад с башней, вставлены новые оконные рамы, подвалы приведены в порядок и отведены под склады. Отремонтированное главное помещение было приспособлено для заседаний общественного собрания.
В 1990-е гг. ратуша была восстановлена в первоначальном виде по проектному плану конца XVI века и гравюре 1604 года авторства Томаша Маковского. В июне 2008 года крыша торговых рядов пострадала от пожара; её восстановление заняло несколько дней.
Ратуша с торговыми рядами входит в Национальный историко-культурный музей-заповедник «Несвиж».